# 鄒伯顏
邹伯颜，字从吉，元朝高唐（今山东高唐县）人。
邹伯颜开始为番直禁卫。至正年间，出任建宁崇安县尹。当地贫民往往受役十日而家已破。在任期间，平均赋役，兴水利，修复长沟，以利灌溉。贫困之民始得休养。安庆造伪钞之人逃到崇安，他将这些人抓获送至安庆。后升任为漳州路判官。